# Jiří Adam
Jiří Adam (Praga, 12 de outubro de 1950) é um ex-pentatleta e esgrimista tcheco medalhista olímpico .

## Carreira
Jiří Adam representou seu país nos Jogos Olímpicos de 1976 e 1980. Ele conquistou a medalha de prata no pentatlo moderno por equipes em 1976.